# Casper von Folsach
Casper Michael von Folsach (Gentofte, 30 de marzo de 1993) es un deportista danés que compitió en ciclismo en las modalidades de pista, especialista en la prueba de persecución por equipos, y ruta.
Participó en dos Juegos Olímpicos de Verano, obteniendo la medalla de bronce en Río de Janeiro 2016, en la prueba de persecución por equipos (junto con Lasse Norman Hansen, Niklas Larsen y Frederik Madsen), y el quinto lugar en Londres 2012, en persecución por equipos.
Ganó seis medallas en el Campeonato Mundial de Ciclismo en Pista entre los años 2013 y 2019, y dos medallas en el Campeonato Europeo de Ciclismo en Pista, plata en 2011 y bronce en 2018.
En septiembre de 2019 se vio forzado a retirarse de manera indefinida a los 26 años de edad debido a problemas cardíacos.

## Medallero internacional
| Juegos Olímpicos   | Juegos Olímpicos         | Juegos Olímpicos  | Juegos Olímpicos        |
| Año                | Lugar                    | Medalla           | Competición             |
| ------------------ | ------------------------ | ----------------- | ----------------------- |
| 2016               | Río de Janeiro (Brasil)  | Medalla de bronce | Persecución por equipos |
| Campeonato Mundial |                          |                   |                         |
| Año                | Lugar                    | Medalla           | Competición             |
| 2013               | Minsk (Bielorrusia)      | Medalla de bronce | Persecución por equipos |
| 2014               | Cali (Colombia)          | Medalla de plata  | Persecución por equipos |
| 2016               | Londres (Reino Unido)    | Medalla de bronce | Persecución por equipos |
| 2018               | Apeldoorn (Países Bajos) | Medalla de plata  | Persecución por equipos |
| 2019               | Pruszków (Polonia)       | Medalla de plata  | Madison                 |
| 2019               | Pruszków (Polonia)       | Medalla de bronce | Persecución por equipos |
| Campeonato Europeo |                          |                   |                         |
| Año                | Lugar                    | Medalla           | Competición             |
| 2011               | Apeldoorn (Países Bajos) | Medalla de plata  | Persecución por equipos |
| 2018               | Glasgow (Reino Unido)    | Medalla de bronce | Ómnium                  |

## Palmarés
2013
- 3.º en el Campeonato de Dinamarca en Ruta

2017
- 1 etapa de la Vuelta a Bohemia Meridional[4]

2018
- Ronde van Midden-Nederland